# Гавранек, Франтишек
Фра́нтишек Га́вранек (чеш. František Havránek; 11 июля 1923, Братислава, Чехословацкая Республика — 26 марта 2011) — чехословацкий футболист и тренер, наставник олимпийской сборной Чехословакии, ставшей победительницей Олимпийских игр 1980 года в Москве.

## Карьера

### Игровая
В качестве игрока выступал за несколько чехословацких клубов, но особых достижений не добивался.

### Тренерская
Намного большего он достиг, перейдя на тренерскую работу. В 1978—1984 годах — генеральный менеджер сборной Чехословакии по футболу, в 1982—1984 годах — тренер команды. Три года спустя он вернулся в Чехословакию и закончил свою тренерскую карьеру.

#### Успехи в качестве тренера
На летних Олимпийских играх 1980 года был главным тренером олимпийской сборной Чехословакии, которую привёл к победе на турнире. В 1970 году привел ЭПА из Ларнаки к званию чемпиона Кипра. В 1985 году с лимасольским АЕЛом завоевал национальный кубок.